# Alan MacDiarmid
Pour les articles homonymes, voir McDiarmid.
Alan Graham MacDiarmid (14 avril 1927 à Masterton, Nouvelle-Zélande - 7 février 2007 à Philadelphie, États-Unis) est un chimiste néo-zélandais. Alan Heeger, Hideki Shirakawa et lui sont colauréats du prix Nobel de chimie de 2000 « pour leur découverte des polymères conducteurs ».

## Carrière scientifique
Son intérêt pour la chimie a débuté quand il avait environ dix ans lorsqu’il a trouvé de vieux manuels de chimie de son père remontant au XIXe siècle.
Après des études de chimie aux universités du Wisconsin et de Cambridge (UK), il s'installe aux États-Unis et devient professeur de chimie à l'université de Pennsylvanie. Il voyage d’université en université, et se fait connaître peu à peu dans le monde entier, où il s’associera avec un chimiste japonais (Hideki Shirakawa), et ils commenceront de nombreuses expériences sur les polymères conducteurs d’électricité.
Ils ont découvert et développé dans le domaine de la chimie physique, des plastiques conducteurs d'électricité (aussi appelés métaux artificiels) qui permettront notamment la création de polymères semi-conducteurs pour la fabrication de composants électroniques souples.
Heeger, MacDiarmid et Shirakawa ont été des pionniers dans le domaine des plastiques qui conduisent l’électricité vers la fin des années 1970. Par la suite, ils ont fait des polymères conducteurs un champ de recherche majeur pour les chimistes comme pour les physiciens. Ces recherches débouchent aussi sur des applications pratiques importantes. Les plastiques conducteurs sont utilisés, ou en cours de développement industriel, entre autres des antistatiques pour les pellicules photographiques et des fenêtres « intelligentes » (qui peuvent réfléchir la lumière solaire en été). De plus, des polymères semi-conducteurs ont été récemment mis au point[Quand ?] pour les diodes et les transistors, ainsi que pour les afficheurs des téléphones portables et les écrans de télévision miniature.

## Carrière académique
- Université de New Zealand (1950)
- Université du Wisconsin (1953)
- Université de Cambridge (1955)
- Université de Linkoping (Suède - 1990)
- Philadelphia Section Award, Société de chimie américaine (1967)
- Frederic Stanley Kipping Award, Société de chimie américaine (1970)
- Marshall Award, Société de chimie américaine (1982)
- Doolittle Award, Société de chimie américaine (1982)
- Royal Society of Chemistry Centenary Medal and Lectureship (England) (1983)
- Chemical Pioneer Award, American Institute of Chemists (1984)
- "Top 100" Innovation Award, Science Digest (1985)
- Blanchard Professor of Chemistry, University of Pennsylvania (1988)
- John Scott Award, Ville de Philadelphie (1989)
- Francis J. Clamer Award, L’institut de Franklin (1993)

## Distinctions et récompenses
Il a reçu de nombreux degrés honorifiques et récompenses tant nationalement qu’internationalement. Il est d’ailleurs corécipiendaire avec Alan Heeger et Hideki Shirakawa du prix Nobel de chimie en 2000.

## Publications
Il est l’auteur, ou coauteur, d’environ 600 articles de recherche. Sa première publication date de 1949.

### Sources
- (en) Autobiographie sur le site de la fondation Nobel
- (en) Courte biographie 10/12/2006
- MacDiarmind, A.G., Bond to carbon, Marcel Dekker, New York, 1968